# Léon Cordes
Léon Cordes, né à Siran  le 30 mars 1913 et mort à Montpellier le 9 octobre 1987, est un écrivain du Minervois, poète, romancier, dramaturge et scénariste, s'exprimant essentiellement en langue occitane dont il fut l'infatigable militant sous les formes les plus diverses.
Il est le père de l'acteur, auteur, metteur en scène et sculpteur français Michel Cordes.

## Biographie
Né en 1913 à Siran, dans l'Hérault, il est, par sa trisaïeule, le descendant de gentilshommes verriers connus à Saint-Pons (Hérault), depuis le XVe siècle ; il passe son enfance à Minerve, où, depuis le XVIIe siècle, ses ancêtres, viticulteurs de père en fils, lui ont légué, outre une propriété de vignes, un attachement à la terre dont il restera, sa vie durant, l'infatigable laboureur. Il mènera de front, avec la même énergie, le travail de cette terre et la promotion de la langue occitane dont il sera, toute sa vie, le chantre et l'ardent promoteur. Après la mort de son père au cours de la Bataille de Verdun (1917) , sa mère l'inscrit en 1924 à l'institut Saint Joseph de Limoux où les fils de "propriétaires" apprennent, à cette époque, leur futur métier.
Dès 1929, il reprend en main la propriété de Siran. Il écrit très jeune ses premiers poèmes en Oc, passionné par cette langue que son grand-père, sculpteur et poète et son grand oncle, conteur populaire, font résonner à ses oreilles comme elle résonne dans les échanges quotidiens des gens du Minervois. C'est dans ce pays maintes fois célébré, dans sa garrigue et dans ses vignes, dans la vie de ces gens de la terre qu'il puise son inspiration et l'esthétique de son œuvre. 
À quinze ans, il écrit ses premiers poèmes, en occitan et en français. Il s'inscrit au collège "Occitania" en 1929 dont il suit les cours par correspondance. L'auteur occitan Marcel Carrières lui fait connaître "La Société d'Estudis Occitans" et les travaux normatifs de Louis Alibert. À Siran, il participe très jeune à des spectacles de théâtre, déclamant notamment : "Lo sermon del curat de Cucunhan" [Le sermon du curé de Cucugnan] d'Achille Mir. Il lit Musset, Rostand, puis découvre Verlaine. L'occitanisme lui fait découvrir les textes de Josep Sebastià Pons et les premiers essais de Max Rouquette. À 18 ans, il achète une anthologie des troubadours qui ne le quittera jamais. (Il les retranscrira d'ailleurs en occitan moderne en 1975 dans son anthologie : "Trobadors al segle XX" [Troubadours au XXe siècle].
Il se lie avec Charles Camproux, alors professeur à Narbonne et avec Ernest Vieu qui fut l'homme du théâtre occitan le plus remarquable de l'entre-deux guerres.
En 1934, il fait son service militaire à Montpellier où il rencontre les jeunes activistes militants du Nouveau Languedoc : Roger Barthe, Max Rouquette, Combarnous, Jean Lesaffre et leur aîné, l'impétueux Pierre Azéma, directeur de la revue Calendau et qui défend dans le Félibrige les thèses fédéralistes.
En 1935, Camproux publie "Per lo Camp Occitan" [Pour le camp occitan] qui apporte aux jeunes de l'époque des éléments de doctrine où ils vont se reconnaître nombreux. Il crée à Narbonne le journal "Occitania" et le Parti Occitaniste auquel Léon Cordes adhère immédiatement. Il y était, selon les termes de l'époque: " Delegat a la Propaganda Paisana" [Délégué à la propagande paysanne].
Dès 1928, la Compagnie Théâtrale d'Ernest Vieu sillonne le Bas-Languedoc, jouant et créant des pièces de félibres régionaux. Cet auteur, acteur, metteur en scène réussit à créer une dynamique et un engouement aussi bien du côté de la création que du côté du public. Dès 1933, Léon  Cordes suit la troupe, lit des poèmes en public, puis interprète ses propres œuvres théâtrales souvent mises au répertoire de la compagnie.
Partis du Félibrige, Ernest Vieu et Léon Cordes mettent leurs espoirs dans l'occitanisme et croient fermement, à ce moment-là, aux possibilités de renouvellement du théâtre en créant l'Office du théâtre d'Oc, organisme de diffusion et de "promotion".
Des premières pièces de Léon Cordes : La Matalena, La novia, Tres per un, Prudòm de la luna, c'est cette dernière qui fut le plus jouée avant guerre.
Il collabore en 1939 à de nombreuses parutions dans les revues Terre d'oc, L'ase negre, Occitania ; il dirige deux troupes de théâtre : une à Argeliers (Aude) où le goût des tréteaux date de Marcelin Albert et l'autre à Montouliers (Hérault) où il a trouvé la compagne de sa vie, Germaine Clerc, fille, elle aussi de vigneron. Ces petites troupes de village joueront, au profit des prisonniers de guerre retenus en Allemagne : "Cantarana" (écrite en 1938), "Quand se parla d'amor" (1941), "L'enfant de la bona novela" (1941), "Lo camìn noù" (1943).
De 1940 date son premier recueil de poèmes: Al mirar d'aquesta riba. Suivra Aquarèla en 1946 où s'affirme une voix profondément originale et qui fera honneur à la nouvelle collection de publication occitane "Messatges".
Après la guerre, Léon Cordes prend de la distance avec l'institution félibréenne tout en gardant l'amitié de certains félibres.
Il anime à La Livinière, près de Siran, une troupe, "Lo Quadrilh", spectacle mixte de danse et de théâtre où il dit contes et poèmes. 

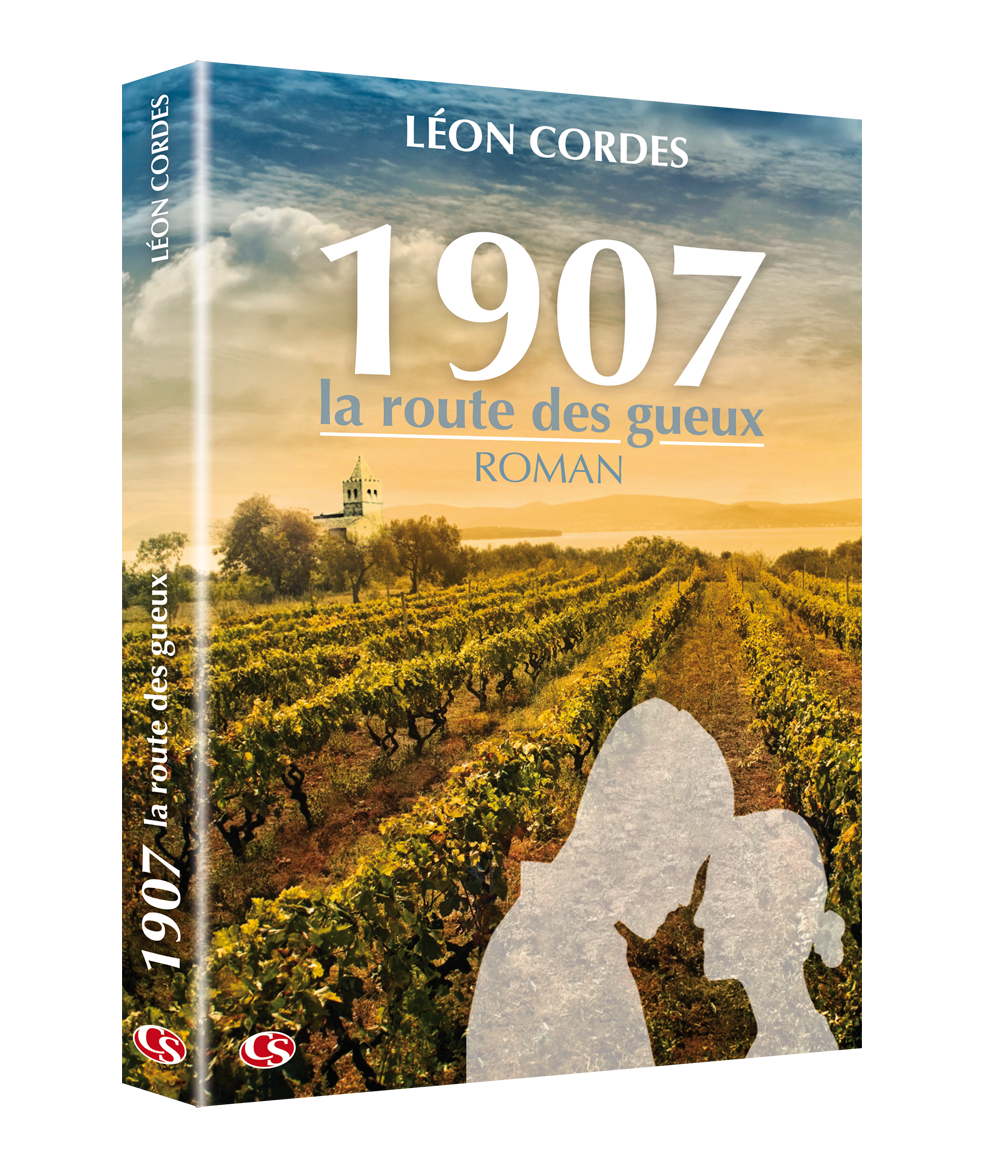
Édition de 2016

C'est avec cette troupe, en  s'appuyant sur plusieurs années de cours de cinéma par correspondance qu'il tournera un court métrage "Le Minervois", dont l'original est aujourd'hui perdu. À Montouliers et Argeliers, il avait côtoyé certains des "87 d'Argeliers", qui, entraînés par Marcelin Albert firent éclater la puissante et mémorable révolte des vignerons de 1907 où d'immenses manifestations (entre 500.000 et 600.000  personnes à Montpellier) et une grève des maires avaient contraint le parlement et le gouvernement Clemenceau à voter des lois pour mettre fin à la mévente des vins du Midi. Ainsi en 1947, écrit-il, en français, encouragé par Philippe Lamour et diverses personnalités, un scénario sur cette épopée intitulée : "1907.La route des gueux".  Le projet n'aboutissant pas, Philippe Lamour lui conseille d'écrire un roman, ce qu'il fait en 1948, lequel, une fois publié, devrait permettre la réalisation du film. Nouvel échec, le roman ne sera pas publié alors. En 1948 Louis Blanc, le pharmacien d'Argeliers et l'un des leaders du mouvement de 1907, publie à Olonzac  "Souvenirs de 1907"avec une "Introduction par Léon Cordes" intitulée "Légende pour les Jacques". 
En 1949, " Set Pans", sera son premier roman occitan, dans une veine néo-réaliste, qui, dans l'esprit de Léon Cordes serait  la trame d'un film reprenant une année entière du cycle viticole. Aux privations nées de la guerre succèdent dix années de sécheresse consécutives qui dévastent le vignoble minervois, Siran qui est un des secteurs les plus touchés voit sa population régresser de moitié. Cette situation le pousse à vendre sa propriété de vignes en 1953, et c'est alors qu'une société "à capitaux occitans" lui propose de tenir une laverie automatique à Montpellier dont les revenus, pensent les investisseurs (dont plusieurs universitaires)  pourraient financer la promotion de l'occitan. Il saisit cette proposition croyant par ailleurs que c'est désormais à Montpellier que se développe le mouvement occitan. Cette entreprise se soldera par un échec, la perte financière de son investissement, et l'abandon de l'activité au bout de deux ans.
Il achète alors, à Lattes, près de Montpellier un terrain de 63 ares et y crée une petite exploitation maraîchère. Il y fait bâtir sa maison, L'Ortalana, et s'y installe en famille : il avait alors trois enfants (une quatrième naîtra en 1965), à qui il ne s'adressera toute sa vie qu'en occitan ! C'est encore la terre aimée et retrouvée, mais il a désormais peu de temps pour écrire, son exploitation subit, par ailleurs, plusieurs inondations du Lez. Malgré l'exigence du travail, il présente en 1955 sa pièce "La font de bonas gracias" qui obtient le prix Théodore Aubanel. Cette pièce, diffusée sur Radio-Montpellier, le consacre écrivain de théâtre. D'autres pièces, La banda negra (1961), L'anel (1968), seront publiées mais jamais jouées ; il n'y avait plus alors, en Languedoc, de troupe susceptible de les monter.
En 1964 paraît Branca torta, un nouveau recueil de poèmes dont certains, déjà très célèbres, figurent dans de nombreuses anthologies. En 1966, la ville de Lodève lui commande une pièce : Lo mistèri Frocan, qu'un changement de municipalité ne permettra pas de porter à la scène.
Il vend L'Ortalana en 1969 et s'installe à Montpellier. Il est engagé par Jean Deschamps, pour un an, au Centre Dramatique National du Languedoc.
À partir de 1970, il donne des soirées poétiques avec lectures et contes, reprend Lo sermon del curat de Cucunhan, collabore avec des chanteurs, Fulbert Cant, Gisèle Pierra, Eric Fraj (qui chante son poème "Còrdas" sur scène et dans le 33 tours intitulé "Subrevida" paru en 1978 à compte d'auteur), monte le spectacle "Escotatz" où il déclame ses nouveaux poèmes publiés dans "Dire son sì" 1975). Suivront des nouvelles: Los Macarels I et II (1974 , 1982), une enquête ethnographique : Lo pichot libre de Menerba, un roman : La Batalha dels teules, Trobadors al segle XX (1975), et un manuel d'apprentissage de l'occitan : "L'occitan fondamental". Il est alors l'un des écrivains occitans les plus lus.
En 1982, Jean Fléchet l'engage pour écrire en occitan le scénario de son film L'Orsalher dont il sera également acteur.
En 1984, il écrit une nouvelle pièce de théâtre : Menerba 1210 et travaille avec acharnement et succès à faire jouer cette fresque contant la lutte cathare dans les lieux mêmes où elle se déroula huit siècles auparavant, à Minerve, où il a passé son enfance. En 1985, dans le majestueux canyon de ce village, 10.000 spectateurs se presseront pour applaudir un texte puissant, transcendé par une mise en scène de grande envergure réalisée par son propre fils : Michel Cordes. 
Le cancer dont il souffrait depuis quelques années et qu'il avait farouchement combattu pour aboutir à la réalisation de Menerba 1210, viendra à bout de ses forces. Il décède à Montpellier le 9 octobre 1987.
En 1997, l'ensemble de ses poèmes, dont le lyrisme illustre à merveille la perception de l'homme avec ses proches, sa relation à la terre, à sa langue, sa philosophie d'être pensant, d'occitan, seront réunis et édités par le Centre International de Documentation Occitane (cet ouvrage peut être commandé à: (IEO-IDECO, BP6 Puylaurens, Tel 0563752226)
En 2016, sa fille, Magali Cordes-Jarque, publie le manuscrit de son premier roman La route des gueux, écrit en français pour les raisons déjà évoquées. Elle espère que la publication permettra de faire connaître à la fois, l'œuvre de son père et la grande épopée de 1907, épisode historique ignoré par bon nombre de français.  
Hommage posthume: Le collège occitan de Montpellier et la médiathèque de Siran portent son nom.
L'ensemble de son œuvre en occitan est déposée au CIRDOC (Centre inter-régional de documentation occitane), à Béziers.

## Œuvres

### Poésie
- Sieis poèmas per dire, 1940 ;
- Flor de Santa Estela (1940, sous le pseudonyme Prudòm de la luna) ;
- Aquarela, 1946 ;
- Branca torta, 1964 ;
- Dire son si 1975 ;
- Respelida de Centelhas, Siran, 1960 ;
- Se conti que conte (1980) ;
- Fial de Fum.

### Théâtre
- La Matalena, 1932 ;
- La Nòvia, 1935 ;
- Tres per un, 1938 ;
- Prudòm de la luna, 1936-1937 ;
- Cantarana, 1938 ;
- L'enfant de la Bona Novèla, 1940 ;
- Remenbrança, 1941 ;
- Lo camin nòu, 1943 ;
- Quand se parla d'amor, 1944 ;
- Lo Miralh, 1948 ;
- La banda negra, 1962 ;
- La font de bona gràcia - prèmi Teodore Aubanèl, 1955 ;
- Lo monument, 1965 ;
- Lo mistèri Frocan, 1966 ;
- L'anel, 1968 ;
- Lo cop del lapin, 1970 ;
- Menèrba 1210 ;
- Cabucèlas e Picapol, 1983 ;
- Castelboc, 1984.

### Romans et nouvelles
- 1907. La route des gueux (roman 1948), publié en 2016 [1].
- Sèt pans - (roman 1977) ;
- La batalha dels teules (roman 1979) ;
- Los macarèls 1e 2 (novèlas 1974) ;
- Amics novèls (contes per dròlles 1973).

### Histoire et ethnographie
- Le petit livre de Minerve / Lo pichòt libre de Menèrba, préface de René Nelli, illustrations de Jean-Luc Séverac, Lodève, 1974.